# Alfred Mayer (Politiker)

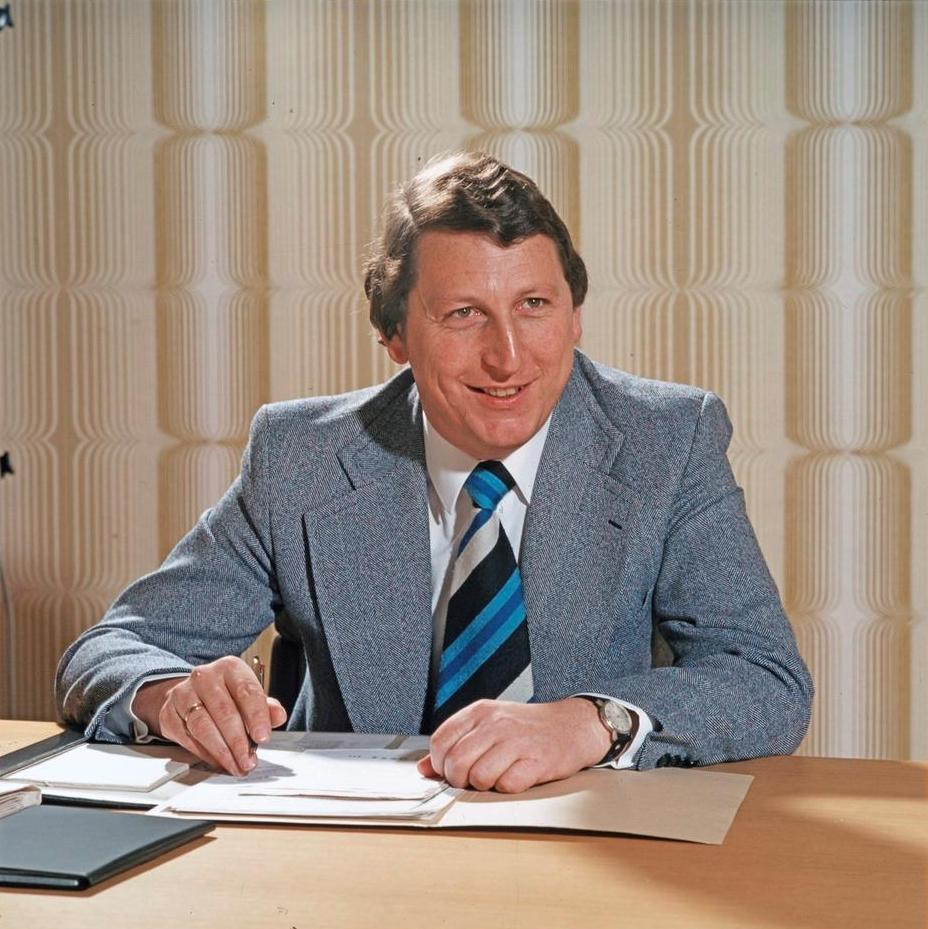
Landesrat Fredy Mayer (1974)

Alfred „Fredy“ Mayer (* 5. März 1936 in Bregenz; † 1. März 2022) war ein österreichischer Politiker (ÖVP) und von 1999 bis 2013 Präsident des Österreichischen Roten Kreuzes (ÖRK). Von 1974 bis 1993 war Mayer als Landesrat in der Regierung des österreichischen Bundeslandes Vorarlberg tätig. Zusätzlich zu seinem ehrenamtlichen Engagement beim Roten Kreuz hatte Mayer seit 2006 einen Sitz im Publikumsrat des Österreichischen Rundfunks (ORF), wo er für die Belange der Konsumenten zuständig war.

## Leben

### Familie und Ausbildung
Fredy Mayer wurde am 5. März 1936 als zweiter Sohn von Adolf und Maria Mayer in Bregenz geboren. Sein Vater war als Speditionskaufmann tätig, seine Mutter arbeitete als Geschäftsführerin eines Modehauses. Im Jahr 1939 übersiedelte die Familie von der Vorarlberger Landeshauptstadt nach Bludenz. Dort besuchte Mayer die Volksschule und das Realgymnasium. Nach seiner Matura 1954 absolvierte Fredy Mayer eine Ausbildung zum Bankkaufmann bei der Sparkasse Bludenz.
Fredy Mayer war ab 1959 mit Inge Mayer, geborene Zimmermann, verheiratet.

### Berufliche Tätigkeit
Von 1954 bis 1974 war Fredy Mayer bei der Sparkasse Bludenz tätig, zuletzt in leitender Funktion. Schon zu dieser Zeit begann er, sich als Stadtrat in Bludenz politisch zu engagieren. Der Schwerpunkt dieser Aktivitäten lag in der Betreuung kultureller Projekte der Stadt Bludenz.
Im Jahr 1974 wurde Mayer in die Vorarlberger Landesregierung unter der Führung von Landeshauptmann Herbert Keßler (Landesregierung Keßler III) gewählt. Bis 1984 war er für das Ressort Soziales, Gesundheit und Umweltschutz verantwortlich, anschließend bis 1993 für Soziales, Gesundheit und Sport. Viele Konzepte aus Mayers Amtszeit als Landesrat wurden auf Bundesebene übernommen. Dazu gehören die Einführung eines siebenstufigen Pflegezuschusses, der später zum Pflegegeld wurde, und der Ausbau der Behindertenhilfe.

### Tätigkeit im Österreichischen Roten Kreuz
Mayers ehrenamtliches Engagement beim Österreichischen Roten Kreuz (ÖRK) begann in Vorarlberg. Dort war er von 1978 bis 1989 Vizepräsident und 1989 bis 1999 Präsident des ÖRK-Landesverbandes. 1999 wurde er schließlich zum Präsidenten des Österreichischen Roten Kreuzes gewählt. Unter Mayers Amtsführung erlebte die Organisation einen Wandel in ihrem Auftritt nach außen. Das ÖRK positionierte sich seither nicht mehr nur als Dienstleister im Inland in den Bereichen Rettungswesen und Blutspende, sondern wurde auch vermehrt in internationalen Hilfsprojekten und Auslandseinsätzen aktiv. Darüber hinaus befasste sich das ÖRK auch verstärkt mit gesellschaftspolitischen Themen.
Von 2004 bis 2005 war Fredy Mayer mit der Leitung der Zivildienstreformkommission betraut, welche die Auswirkungen einer Verkürzung oder Abschaffung der Wehrpflicht auf den Zivildienst analysierte. Am 24. Mai 2013 übergab Mayer schließlich das Amt als Präsident des Österreichischen Roten Kreuzes an seinen Nachfolger Gerald Schöpfer und wurde zum Ehrenpräsidenten ernannt. Seine Urne wurde am Friedhof in Bludenz beigesetzt.

## Auszeichnungen
Fredy Mayer war seit 1993 Träger des Ehrenzeichens des Landes Vorarlberg in Gold. Am 8. Mai 2006 wurde er von Bundespräsident Heinz Fischer mit dem Großen Goldenen Ehrenzeichen für Verdienste um die Republik Österreich ausgezeichnet. Am 17. September 2008 verlieh der Souveräne Malteserorden das Kommandeurkreuz des Verdienstordens Pro Merito Melitensi an Mayer. Im Jahr 1995 wurde ihm das Großkreuz des Ordens de Isabel la Católica verliehen.